# Pawieł Orłow (wojskowy)
Pawieł Aleksandrowicz Orłow (ros. Павел Александрович Орлов, ur. 24 lipca 1923 w Orenburgu, zm. 18 stycznia 1945 w Krzeszowicach) – radziecki wojskowy, starszy sierżant, uhonorowany pośmiertnie tytułem Bohatera Związku Radzieckiego (1945).

## Życiorys
Urodził się w rodzinie robotniczej. Skończył 7 klas, pracował jako rachmistrz, od lutego 1942 służył w Armii Czerwonej. Walczył na Froncie Leningradzkim i 1 Ukraińskim, brał udział w obronie Leningradu i przerwaniu jego blokady oraz operacji wyborskiej. Był dowódcą działonu 3 batalionu piechoty 994 pułku piechoty 286 Dywizji Piechoty 115 Korpusu Piechoty 59 Armii w stopniu starszego sierżanta, w styczniu 1945 brał udział w operacji sandomiersko-śląskiej. 18 stycznia w rejonie stacji kolejowej w Krzeszowicach odparł dwa kontrataki Niemców, został ranny, jednak walczył nadal, zabijając łącznie do 70 niemieckich żołnierzy (według oficjalnych informacji), zanim zginął. Został pochowany na cmentarzu Rakowickim w Krakowie. Jego imieniem nazwano ulicę w Orenburgu.

## Odznaczenia
- Złota Gwiazda Bohatera Związku Radzieckiego (pośmiertnie, 10 kwietnia 1945)
- Order Lenina (pośmiertnie, 10 kwietnia 1945)
- Medal „Za obronę Leningradu” (22 grudnia 1942)